# Sea Power (groupe)
Sea Power, anciennement British Sea Power, est un groupe de rock indépendant britannique, originaire de Brighton, en Angleterre.

## Biographie

### Débuts (2000–2004)
Le groupe est formé en 2000 par le guitariste Scott Wilkinson (Yan), son frère Neil (Hamilton) à la basse et le batteur Matthew Wood (Wood). Le trio est originaire de Kendal, dans le comté de Cumbria. Ils recrutent le clavier Martin Noble (Noble), rencontré à l'université de Reading, et s'installent à Brighton. L'année suivante, British Sea Power autoproduit son premier single, Fear Of Drowning, qui sort sur leur label Golden Chariot. Le groupe signe alors un contrat avec le label Rough Trade.
Eamon Hamilton (Eamon) rejoint le groupe en 2003. Leur premier album, The Decline of British Sea Power, paraît la même année. Lors des concerts, ils se font remarquer en décorant la scène avec des branches et des oiseaux en plastique, ainsi que par leurs tenues excentriques.

### Do You Like Rock Music?(2005–2008)

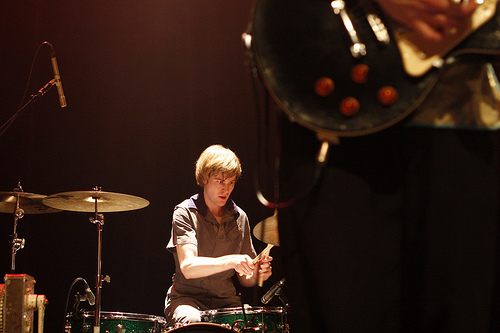
Wood à Paris en 2008.

British Sea Power se produit en Europe, aux États-Unis, notamment lors du festival South by Southwest, ainsi qu'au Japon lors du Fuji Rock Festival. À la fin de la tournée, le groupe marque une pause avant de se réunir pendant un mois dans une ancienne grange pour composer les chansons de son second album et réaliser des maquettes. Open Season, enregistré aux studios Rockfield et produit par Graham Sutton de Bark Psychosis, sort en 2005. Le premier single tiré de l'album, It Ended on an Oily Stage, est leur premier morceau à atteindre le Top 20 britannique.
Le troisième album de British Sea Power, Do You Like Rock Music?, sort en janvier 2008. Enregistré en République tchèque, il est produit par Howard Bilerman, Efrim Menuck et Graham Sutton. British Sea Power entame sa tournée le 10 janvier à Londres. Le groupe se produira sur scène jusqu'en mars, en Europe continentale, puis aux États-Unis,.
Le groupe joue un concert secret au Monaco Hotel de Canvey Island comme prémisse de leur cinquième single de l'album. Avant ce concert, le groupe prend part à une séance d'entrainement au Canvey Island Football Club. Ils se joignent sur scène à Wilko Johnson, ex-Dr. Feelgood.
Le groupe joue No Lucifer au Late Show with David Letterman le 12 mars 2008 et un concert est filmé pour la série télévisée Beautiful Noise. En été 2008, ils jouent notamment au Glastonbury, Reading and Leeds Festivals, T in the Park et au Bestival. Le 22 juillet 2008, Do You Like Rock Music? est nommé d'un Mercury Prize. En parallèle à cette nomination, le groupe réédite Waving Flags le 8 septembre 2008 qu'ils jouent pendant la remise des prix le lendemain.
Le 23 janvier 2009, le groupe annonce l'enregistrement de la bande son pour le film L'Homme d'Aran. Ils la jouent pendant un concert à la British Film Institute en avril, et un CD/DVD est publié en mai. Ils jouent en été 2009, notamment un concert au Regent's Park Open Air Theatre de Londres.

### Valhalla Dancehall(2010–2011)

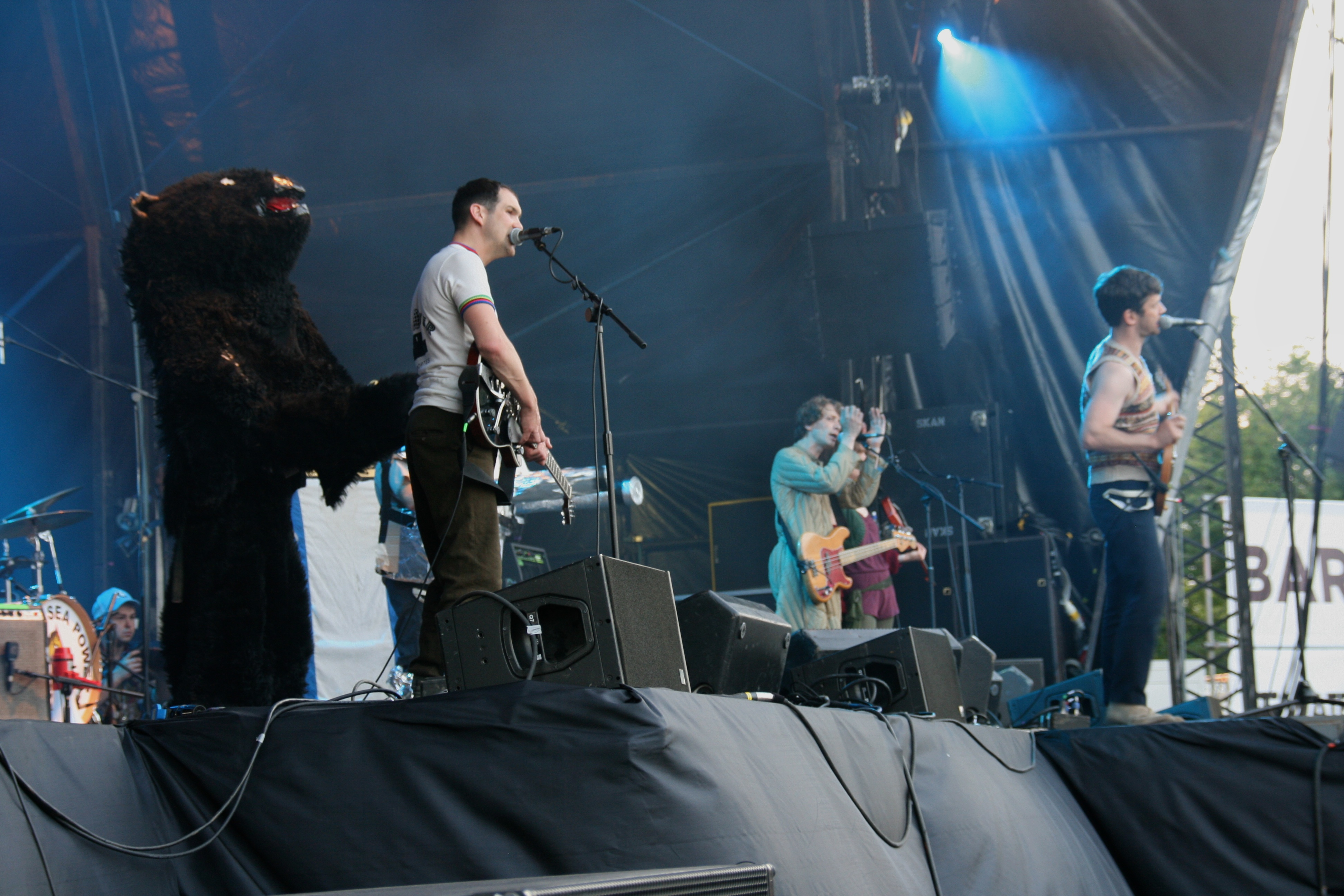
British Sea Power jouant au Jodrell Bank Live.

Le groupe joue en tête d'affiche du Festival Republic Stage aux Reading and Leeds Festivals, les 29 et 28 août 2010 respectivement. Ils jouent en soutien de Manic Street Preachers durant leur tournée d'automne en Grande-Bretagne. Le groupe publie un EP, Zeus, en octobre 2010, qui comprend des sessions d'enregistrement de leur album à paraitre.
L'album, Valhalla Dancehall, est enregistré sur l'île de Skye en Écosse dans une ferme à l'Est du Sussex, et publié en janvier 2011. Les premiers exemplaires sont publiés indépendamment au Royaume-Uni et s'accompagnent d'un CD bonus de leur EP Valhalla V.I.P.. Le groupe tourne dans le pays pendant les trois premiers mois de l'année 2011, et une tournée américaine est planifiée, dont une apparition au Late Show with David Letterman le 21 mars.
Pour marquer le dixième anniversaire de leur single Fear of Drowning, le groupe joue un concert privé au Berwick Village Hall à l'Est du Sussex en mai 2011.
British Sea Power annonce plusieurs apparitions à venir en festival pour l'été 2011, comme au Latitude Festival, Leefest, [et Loaded in the Park et au Port Eliot Festival. Le groupe jouera aussi au Jodrell Bank Live à la Jodrell Bank Observatory, avec The Flaming Lips, en juillet 2011 ainsi qu'en Australie, en Chine et au Japon. En septembre 2011, sortent les Rough Trade Books de Do It For Your Mum de Roy Wilkinson (frère de Yan et Hamilton).

### Machineries of Joy(2012–2013)
En 2012, ils annoncent ne pas tourner trop longtemps, ne jouant que deux mois dans une boite de nuit appelée le Krankenhaus, à Brighton. Le groupe s'occupera aussi de la bande son du documentaire Out of the Present datant de 1999. Il est diffusé au CERN en mars 2012 pendant le Cineglobe International Film Festival.
Le groupe adopte une nouvelle approche pour son nouvel album, Machineries of Joy. Pendant la première moitié de 2012, le groupe écrit et enregistre des morceaux chaque mois, qu'ils publient comme EPs en édition limitée, en parallèle à leurs apparitions au Krankenhaus.
British Sea Power enregistre la bande son du film From the Sea to the Land Beyond: Britain's Coast on Film. Le film est diffusé en avant-première au Sheffield Doc/Fest en juin 2012. Ils jouent aussi pendant le festival de film Brighton's Cine-City.

### Let The Dancers Inherit the Party(depuis 2014)
Le groupe s'occupe de la bande son du documentaire Happiness en 2014.
Fin 2014, British Sea Power joue une série de concerts sous le nom de Sea of Brass.
À la fin 2016, le groupe organise une campagne de récolte de fonds pour leur prochain album, Let the Dancers Inherit the Party, qui sera publié le 31 mars 2017[réf. nécessaire].
En 2019, le groupe compose la bande sonde du jeu vidéo de rôle Disco Elysium. Durant la 16e cérémonie des BAFTA Game Awards, en avril 2020, ils reçoivent la récompense « Meilleure musique » pour leur travail sur le jeu.
En 2021, le groupe décide de supprimer « British » de leur nom de scène afin de ne pas être associé à « une montée d'un certain type de nationalisme dans le monde – un nationalisme isolationniste et belliqueux ».

## Membres

### Membres actuels
- Jan Scott Wilkinson – chant, guitare (depuis 2000)
- Neil Hamilton Wilkinson – basse, chant, guitare (depuis 2000)
- Martin Noble – guitare (depuis 2000)
- Matthew Wood – batterie (depuis 2000)
- Phil Sumner – claviers (depuis 2006)
- Abi Fry – violoncelle (depuis 2008)

### Ancien membre
- Eamon Hamilton – claviers, chant, percussions, guitare (2000–2006)

## Discographie

### Albums studio
- 2003 : The Decline of British Sea Power (Rough Trade)
- 2005 : Open Season (Rough Trade)
- 2008 : Do You Like Rock Music ? (Rough Trade)
- 2009 : Man of Aran (Rough Trade)
- 2011 : Valhalla Dancehall
- 2013 : The Machineries of Joy
- 2017 : Let the Dancers Inherit the Party

### EP
- 2003 : Remember Me (Toy's Factory) (sorti uniquement au Japon)
- 2004 : The Spirit of St. Louis (Toy's Factory) (sorti uniquement au Japon)
- 2007 : Krankenhaus ? (Rough Trade)
- 2010 : Zeus (Rough Trade)

### Singles
- Fear of Drowning, Golden Chariot, 2001
- Remember Me, Rough Trade, 2001
- The Lonely, Rough Trade, 2002
- Childhood Memories, Rough Trade, 2002
- Carrion/Apologies to Insect Life, Rough Trade, 2003
- Remember Me, Rough Trade, 2003
- It Ended on an Oily Stage, Rough Trade, 2005
- Please Stand Up, Rough Trade, 2005
- Waving Flags, Rough Trade, 2008
- No Lucifer, Rough Trade, 2008

### Musique de jeu vidéo
- 2019 : Disco Elysium